# Dakinomyia froggattii
Dakinomyia froggattii is een vliegensoort uit de familie van de roofvliegen (Asilidae). De wetenschappelijke naam van de soort is voor het eerst geldig gepubliceerd in 1922 door Dakin & Fordham.